# Été 85
Été 85 (còn được biết đến với tên tiếng Anh: Summer of 85) là một bộ phim tình cảm, chính kịch năm 2020 do François Ozon đạo diễn kiêm viết kịch bản, dựa trên cuốn tiểu thuyết mang tên Dance on My Grave xuất bản năm 1982 của nhà văn Aidan Chambers. Lấy bối cảnh tại vùng biển Normandie của nước Pháp, bộ phim kể về mùa hè lãng mạn của hai chàng trai tuổi mới lớn. Tác phẩm có sự tham gia diễn xuất của Félix Lefebvre, Benjamin Voisin, Philippine Velge, Valeria Bruni Tedeschi, Melvil Poupaud và Isabelle Nanty.
Été 85 dự kiến công chiếu ra mắt tại Liên hoan phim Cannes vào tháng 5 năm 2020, tuy nhiên sự kiện này đã phải hủy bỏ do ảnh hưởng của đại dịch COVID-19. Với nhãn Cannes 2020, bộ phim có buổi công chiếu ra mắt toàn cầu tại thành phố Lyon vào ngày 2 tháng 7 năm 2020 và sau đó được hãng Diaphana Distribution chính thức phát hành tới các rạp chiếu trên toàn nước Pháp vào ngày 14 tháng 7 cùng năm. Tại lễ trao giải César lần thứ 46, Viện Hàn lâm Pháp đề cử Été 85 tại 12 hạng mục, trong đó có Phim hay nhất, Đạo diễn xuất sắc nhất và Nữ diễn viên phụ xuất sắc nhất.

## Nội dung
Thiếu niên Alexis đang bị cảnh sát bắt giữ và cậu dần hồi tưởng lại những gì đã xảy ra. Vào mùa hè năm 1985, Alexis (hay Alex) là một học sinh mới cùng gia đình chuyển đến thị trấn ven biển Le Tréport. Trong một lần ra khơi, khi thuyền của Alex gặp giông bão và bị lật, cậu được David cứu và đưa về nhà. Những ngày sau đó, hai người dần trở nên thân thiết: David tặng quà cho Alex, chở cậu trên những chuyến đi bằng xe máy, cho cậu một việc làm tại cửa hàng đồ đi biển mà hai mẹ con anh đang làm chủ, cùng đi nhảy với nhau ở quán bar và dong buồm ra khơi... Mẹ của David tỏ ra vui mừng vì con trai cuối cùng cũng tìm được một người bạn mới kể từ khi cha mình qua đời.
Sau một đêm "trên mức tình bạn" giữa hai chàng trai, Alex nói cho David nghe về sự ám ảnh của mình với cái chết, còn David lại yêu cầu Alex hứa rằng nếu một trong hai người chết trước, người còn lại phải đến nhảy múa bên mộ của người kia. Khi cả hai tình cờ gặp Kate, cô bạn người Anh mà Alex mới quen, David tỏ ra gần gũi và tán tỉnh cô khiến Alex cảm thấy không thoải mái. Cuộc cãi vã lớn sau đó giữa hai chàng trai đã dẫn đến cái chết của David trong một vụ tai nạn xe máy. Vô cùng tuyệt vọng và tội lỗi, Alex đến tìm mẹ David nhưng bà tỏ thái độ thù hận với cậu và mắng cậu là kẻ đã hại chết David. Nhờ sự giúp đỡ của Kate, Alex vào được nhà xác và ôm lấy thi thể của David lần cuối. Tôn trọng lời hứa với David, Alex đến bên mộ anh và nhảy múa nhưng bị cảnh sát bắt vì tội phá hoại và phải ra hầu tòa. Tại đây, cậu giải thích về những chuyện đã xảy ra và nhận án phạt. Cuối phim, cậu gặp lại Luc, một người bạn mà David và Alex từng cứu khi say rượu trên phố trước đó và kể lại câu chuyện giữa cậu và David cho Luc nghe.

## Diễn viên
- Félix Lefebvre vai Alexis Robin, 16 tuổi
- Benjamin Voisin vai David Gorman, 18 tuổi
- Philippine Velge vai Kate, cô bạn người Anh của Alexis
- Valeria Bruni Tedeschi vai bà Gorman, mẹ của David
- Melvil Poupaud vai ông Lefèvre, thầy dạy văn của Alexis
- Isabelle Nanty vai mẹ của Alexis
- Laurent Fernandez vai cha của Alexis
- Aurore Broutin vai cô giáo của Alexis
- Bruno Lochet vai Bernard, người bảo vệ nhà xác
- Yoann Zimmer vai Luc, chàng trai say rượu được David giúp đỡ
- Antoine Simoni vai Chris, người bạn cho Alexis mượn thuyền

## Sản xuất

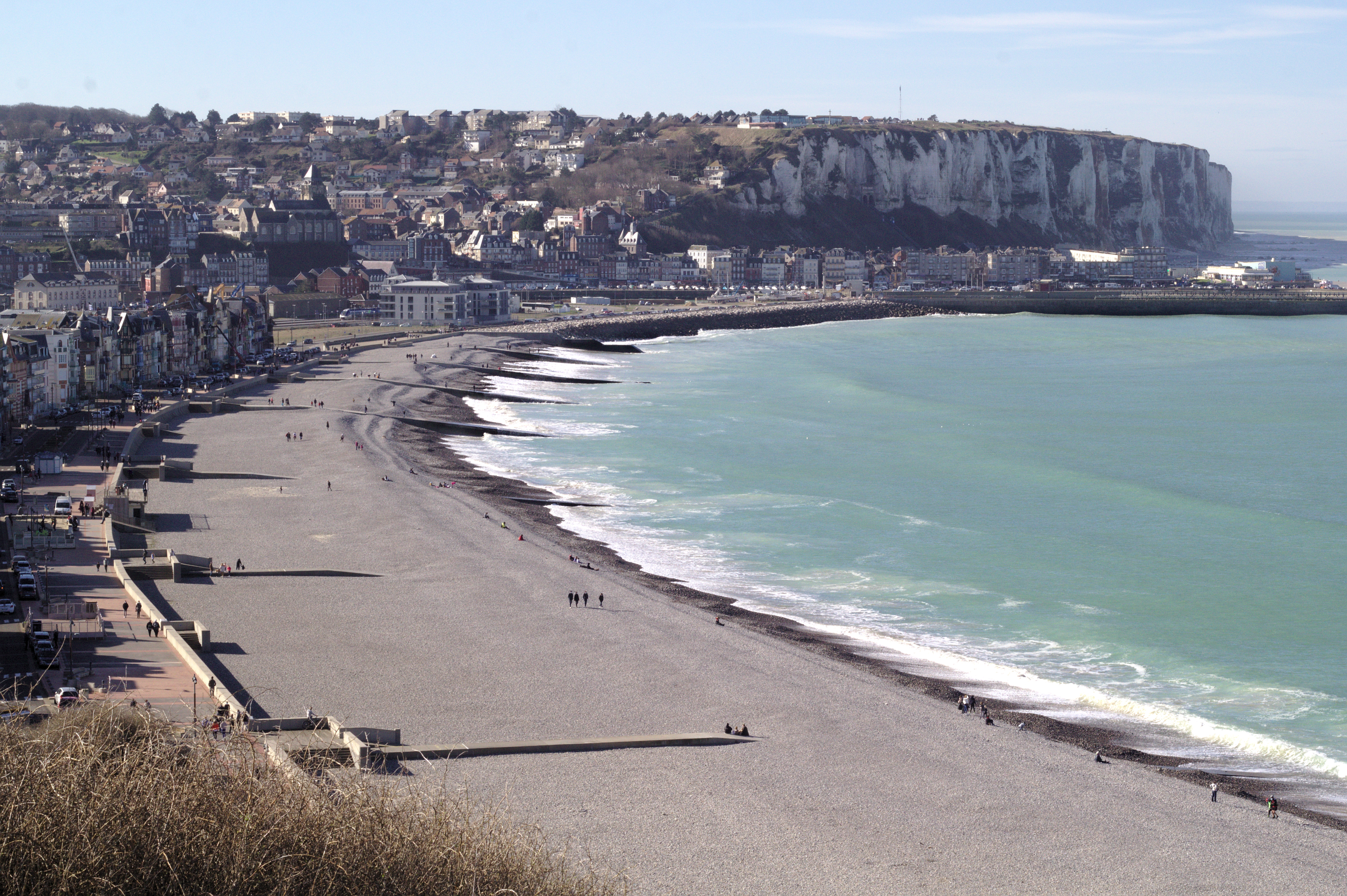
Bãi biển thuộc xã Le Tréport, nơi ghi hình nhiều cảnh quay của bộ phim

Tháng 6 năm 2019, báo chí đưa tin Félix Lefebvre, Benjamin Voisin và Philippine Velge sẽ vào các vai chính trong bộ phim Été 84 do François Ozon đạo diễn kiêm viết kịch bản. Quá trình quay phim diễn ra trong khoảng một tháng, từ tháng 5 đến tháng 6 năm 2019 tại tỉnh Seine-Maritime thuộc vùng Normandie, Pháp, trong đó xã Le Tréport là nơi ghi hình cảnh ra khơi, bãi tắm và cửa hàng đồ đi biển, còn các cảnh trong nhà quay tại hai xã Eu và Yport. Tác phẩm được ghi hình hoàn toàn bằng loại phim Super 16 (16 mm), định dạng mà Ozon đã sử dụng trong những bộ phim ngắn đầu tiên của mình. Vị đạo diễn cho rằng điều này là cần thiết đối với một tác phẩm mang tính thời kỳ, đồng thời ông cũng rất thích độ nhiễu hạt đặc biệt của loại phim Super 16.
Bộ phim có cái tên ban đầu là Été 84, tuy nhiên Robert Smith, ca sĩ của ban nhạc rock người Anh The Cure, đã từ chối cho phép Ozon sử dụng bài hát "In Between Days" của ông vì ca khúc này vốn được phát hành một năm sau đó – năm 1985. Ozon gửi một lá thư cho Smith với mong muốn có được mức giá thấp hơn cho bản quyền bài hát trên và nói rằng ông sẵn sàng đổi tên bộ phim của mình thành Été 85, điều mà vị đạo diễn đã thực sự tiến hành. Trong phim, chiếc váy mà David cho Alex xem chính là chi tiết trung tâm bộ phim Une robe d'été, một tác phẩm năm 1996 của Ozon cũng khai thác đề tài tình yêu đồng giới.

## Nhạc phim
Nhạc sĩ người Pháp Jean-Benoît Dunckel đảm nhiệm vai trò soạn nhạc cho Été 85. Ngoài các bản nhạc do Dunckel sáng tác riêng cho bộ phim, album nhạc phim – Été 85: Bande originale du film – còn bao gồm một số bài hát mang tính biểu tượng của thập niên 1980 và được Sony Masterworks phát hành dưới dạng kỹ thuật số vào ngày 9 tháng 7 năm 2020, dưới dạng đĩa than vào ngày 27 tháng 11 cùng năm.

### Danh sách bài hát
Danh sách nhạc lấy từ Tidal. Các bài hát đều do Jean-Benoît Dunckel trình bày, trừ ba bài hát được ghi chú.
| STT              | Nhan đề                         | Thời lượng |
| ---------------- | ------------------------------- | ---------- |
| 1.               | "Été 85"                        | 2:05       |
| 2.               | "David"                         | 1:35       |
| 3.               | "L'ami de mes rêves"            | 2:05       |
| 4.               | "La tombe"                      | 1:34       |
| 5.               | "La vitesse"                    | 0:37       |
| 6.               | "Le pacte"                      | 2:04       |
| 7.               | "Le commencement de la fin"     | 0:55       |
| 8.               | "Summer Love"                   | 2:04       |
| 9.               | "Le verdict"                    | 1:18       |
| 10.              | "Le feu"                        | 1:54       |
| 11.              | "Le père de David"              | 0:49       |
| 12.              | "Tape cul"                      | 1:59       |
| 13.              | "In Between Days" (The Cure)    | 2:57       |
| 14.              | "Sailing" (Rod Stewart)         | 4:38       |
| 15.              | "Stars de la pub" (Movie Music) | 3:36       |
| Tổng thời lượng: | Tổng thời lượng:                | 30:10      |

## Phát hành
Été 85 dự kiến công chiếu ra mắt tại Liên hoan phim Cannes vào tháng 5 năm 2020, tuy nhiên sự kiện này đã phải hủy bỏ do ảnh hưởng của đại dịch COVID-19. Bộ phim có buổi chiếu ra mắt toàn cầu tại thành phố Lyon vào ngày 2 tháng 7 năm 2020 và sau đó được hãng Diaphana Distribution chính thức phát hành trên toàn nước Pháp vào ngày 14 tháng 7 cùng năm. Tháng 9 năm 2020, Music Box Films đã mua lại bản quyền phân phối bộ phim tại thị trường Hoa Kỳ và ra mắt tác phẩm tại các rạp chiếu nước này vào ngày 18 tháng 6 năm 2021. Với tư cách là tác phẩm nằm trong danh sách 56 bộ phim được lựa chọn chính thức của Liên hoan phim Cannes lần thứ 73, Été 85 đã có mặt tại Liên hoan phim quốc tế Toronto vào ngày 13 tháng 9 năm 2020 và tại Liên hoan phim quốc tế San Sebastián vào ngày 19 tháng 9 cùng năm.

## Đón nhận

### Doanh thu phòng vé
Été 85 thu về 3,6 triệu USD trên toàn thế giới trong đó có 3,06 triệu USD từ thị trường Pháp, so với ngân sách hơn 6 triệu EUR (khoảng 7,3 triệu USD). Tại Pháp, dù khởi đầu thuận lợi với 32.249 vé bán ra ngay trong ngày đầu tiên ra mắt, bộ phim rút khỏi các rạp sau 10 mười tuần công chiếu với chỉ 364.030 lượt khán giả.

### Đánh giá chuyên môn
Trên hệ thống tổng hợp kết quả đánh giá Rotten Tomatoes, Été 85 có tỉ lệ đánh giá tích cực là 80% dựa trên 49 đánh giá, với điểm trung bình là 6,40/10. Phần nhận xét chung của phim trên trang web này có nội dung: "Dù không phải là tác phẩm hay nhất của François Ozon nhưng Summer of 85 đã làm tốt vai trò là một khúc ca đầy thu hút, vừa ngọt ngào lại vừa đớn đau – khúc ca tôn vinh tình yêu tuổi thiếu niên và những ảnh hưởng mãi về sau của nó". Trên trang Metacritic, số điểm trung bình của phim là 65 trên 100 dựa trên 23 đánh giá, cho thấy "các đánh giá nhìn chung là tích cực". Tại Pháp, số điểm trung bình từ báo chí cho bộ phim hiển thị trên trang AlloCiné là 3,9/5.

### Giải thưởng
Tại lễ trao giải César lần thứ 46, Viện Hàn lâm Pháp đề cử Été 85 tại 12 hạng mục, trong đó có Phim hay nhất, Đạo diễn xuất sắc nhất và Kịch bản chuyển thể xuất sắc nhất đều cho Ozon, Nữ diễn viên phụ xuất sắc nhất cho Tedeschi, Nam diễn viên triển vọng nhất cho Lefebvre và Voisin. Dù là một trong hai tác phẩm có số đề cử nhiều thứ hai trong đêm trao giải (sau Les Choses qu'on dit, les choses qu'on fait với 13 đề cử), Été 85 không giành chiến thắng tại bất kì hạng mục nào. Điều này khiến bộ phim ghi tên trong lịch sử lễ trao giải César là một trong những tác phẩm có nhiều đề cử nhất nhưng không giành giải thưởng nào, bên cạnh một tác phẩm khác của Ozon là Huit Femmes (2002) và đứng sau Camille redoubles (2012) với 13 đề cử và 0 lần được xướng tên.
| Giải thưởng   | Ngày trao giải      | Hạng mục                          | Đề cử                                                 | Kết quả   | Chú thích     |
| ------------- | ------------------- | --------------------------------- | ----------------------------------------------------- | --------- | ------------- |
| Giải Lumières | 19 tháng 1 năm 2021 | Phim hay nhất                     | Été 85                                                | Đề cử     | [ 33 ] [ 34 ] |
| Giải Lumières | 19 tháng 1 năm 2021 | Đạo diễn xuất sắc nhất            | François Ozon                                         | Đề cử     | [ 33 ] [ 34 ] |
| Giải Lumières | 19 tháng 1 năm 2021 | Nam diễn viên triển vọng nhất     | Félix Lefebvre và Benjamin Voisin                     | Đoạt giải | [ 33 ] [ 34 ] |
| Giải Lumières | 19 tháng 1 năm 2021 | Quay phim xuất sắc nhất           | Hichame Alaouié                                       | Đoạt giải | [ 33 ] [ 34 ] |
| Giải César    | 12 tháng 3 năm 2021 | Phim hay nhất                     | Été 85                                                | Đề cử     | [ 35 ]        |
| Giải César    | 12 tháng 3 năm 2021 | Đạo diễn xuất sắc nhất            | François Ozon                                         | Đề cử     | [ 35 ]        |
| Giải César    | 12 tháng 3 năm 2021 | Nữ diễn viên phụ xuất sắc nhất    | Valeria Bruni Tedeschi                                | Đề cử     | [ 35 ]        |
| Giải César    | 12 tháng 3 năm 2021 | Nam diễn viên triển vọng nhất     | Félix Lefebvre                                        | Đề cử     | [ 35 ]        |
| Giải César    | 12 tháng 3 năm 2021 | Nam diễn viên triển vọng nhất     | Benjamin Voisin                                       | Đề cử     | [ 35 ]        |
| Giải César    | 12 tháng 3 năm 2021 | Kịch bản chuyển thể xuất sắc nhất | François Ozon                                         | Đề cử     | [ 35 ]        |
| Giải César    | 12 tháng 3 năm 2021 | Quay phim xuất sắc nhất           | Hichame Alaouié                                       | Đề cử     | [ 35 ]        |
| Giải César    | 12 tháng 3 năm 2021 | Biên tập phim xuất sắc nhất       | Laure Gardette                                        | Đề cử     | [ 35 ]        |
| Giải César    | 12 tháng 3 năm 2021 | Âm thanh xuất sắc nhất            | Brigitte Taillandier, Julien Roig và Jean-Paul Hurier | Đề cử     | [ 35 ]        |
| Giải César    | 12 tháng 3 năm 2021 | Thiết kế trang phục xuất sắc nhất | Pascaline Chavanne                                    | Đề cử     | [ 35 ]        |
| Giải César    | 12 tháng 3 năm 2021 | Thiết kế sản xuất xuất sắc nhất   | Benoît Barouh                                         | Đề cử     | [ 35 ]        |
| Giải César    | 12 tháng 3 năm 2021 | Nhạc phim hay nhất                | Jean-Benoît Dunckel                                   | Đề cử     | [ 35 ]        |